# Iglesia de San Lorenzo (Murcia)
La Iglesia de San Lorenzo de Murcia (Región de Murcia, España), es una de las parroquias tradicionales del centro histórico de la ciudad. El inmueble actual, edificado entre 1788 y 1810, es una de las principales obras del neoclasicismo en la ciudad de Murcia y en todo el sureste ibérico. Obra del afamado arquitecto Ventura Rodríguez, está situada en la calle Alejandro Seiquer.

## Historia
Los orígenes de la parroquia de San Lorenzo mártir se remontan a los tiempos de la conquista de Murcia. Desde el inicio de la dominación castellana en 1266, el culto cristiano se dispuso tanto en la mezquita mayor como en otras seis ex mezquitas de la medina, entre las que estaría la Iglesia de San Lorenzo.
No ha quedado, sin embargo, ningún vestigio de la primitiva iglesia, construcción que llegaría hasta el siglo XVIII, siendo abandonada medio en ruinas, trasladándose en 1780 el culto y los bienes de la iglesia a la cercana ermita de Santa Quiteria (hoy desaparecida).
Tras la demolición de la vieja iglesia en 1784, se comenzó la construcción del nuevo templo. El 23 de junio de 1788, fiesta del titular de la parroquia, se colocó la primera piedra, siendo rey Carlos III. Según una lápida existente en el presbiterio, que conmemora este hecho, presidió la ceremonia el obispo de la diócesis D. Manuel Felipe Miralles.
La construcción del templo sufrió varias interrupciones, siendo finalmente consagrado el 10 de agosto de 1810, en plena Guerra de la Independencia, por el nuevo prelado de la diócesis D. José Ximénez, quien así mismo contribuyó con sus limosnas al costo de las obras.
En ella se fundó en 1942 la Cofradía del Santísimo Cristo del Refugio, que organiza cada noche de Jueves Santo la procesión llamada del silencio de la Semana Santa de Murcia.
En 1980, la parroquia de San Lorenzo Mártir fue declarada Bien de Interés Cultural.

## Arquitectura
Las trazas del templo son del arquitecto madrileño, director de la Real Academia de Bellas Artes de San Fernando y gran renovador de la arquitectura española, Ventura Rodríguez. Este mismo autor diseñó también el remate en forma de cúpula de la torre de la Catedral de Murcia.
La planta, inspirada en la de la Iglesia de San Marcos de Madrid (también obra de Ventura Rodríguez), está formada por una serie de elipses cruzadas de estirpe borrominesca. La Iglesia de San Lorenzo la forman tres espacios elípticos de diferente tamaño, que corresponden a la nave los dos primeros y al presbiterio el tercero, presentando una desnudez decorativa totalmente neoclásica.

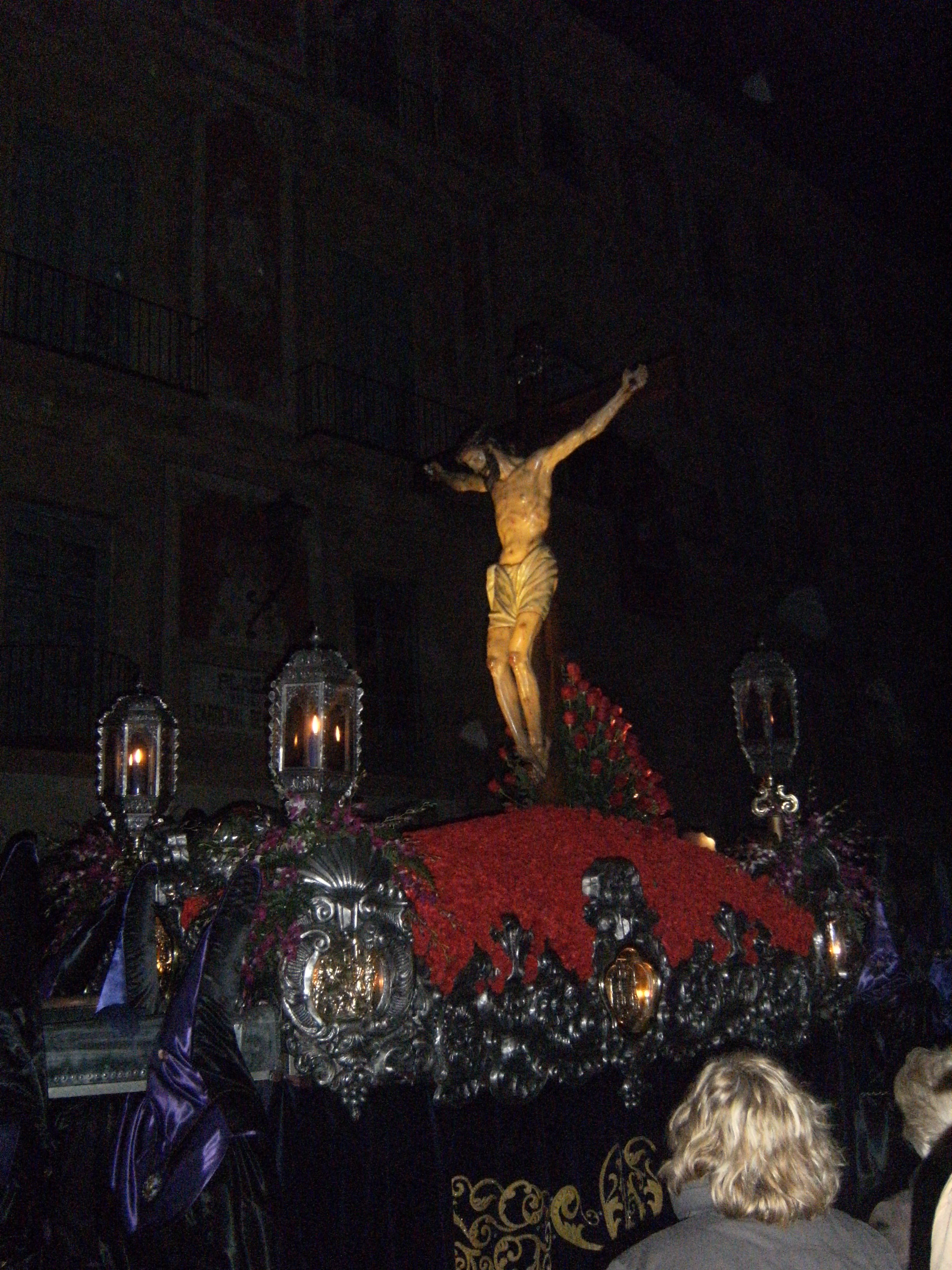
Imagen del paso del Santísimo Cristo del Refugio por la plaza Belluga en la noche del Jueves Santo

Al exterior, la fachada principal, que alberga una sencilla portada, está coronada por un frontón triangular. La portada, de estilo neoclásico, posee pilastras, ménsulas a modo de capiteles y está rematada por un gran frontón curvo.
En el costado lateral derecho del templo se abre una portada similar en su trazado a la principal.
Anexa al templo, a la izquierda del mismo, se encuentra la capilla de la Comunión de trazado similar al del resto del conjunto, también elíptica.

## Patrimonio
De entre el patrimonio del templo -muy perjudicado tras la Guerra Civil Española- el Cristo del Refugio; titular de la cofradía del mismo nombre y de la procesión del silencio de Murcia, es quizás la pieza fundamental. Talla de difícil atribución, aunque recientemente los expertos se inclinan por situarla en el siglo XVI y relacionarla con el arquitecto y escultor Jerónimo Quijano.
Esta talla era venerada en la mencionada ermita de Santa Quiteria hasta que toda la imaginería de la misma pasó a la nueva iglesia de San Lorenzo. Convertido San Lorenzo en residencia de refugiados durante la Guerra Civil, en los años 1936-39, sólo quedaba sin destruir la imagen de este Cristo. Destacar la magnífica anatomía de la imagen, pudiendo observar hasta la formación de las rótulas en las rodillas. Tiene una altura de 1,90 metros y pesa unos 90 kilos. La imagen se encuentra en un retablo ecléctico obra del arquitecto modernista Joaquín Dicenta Vilaplana.
También se conserva la denominada Dolorosa de San Lorenzo, obra de Francisco Salzillo. Imagen de vestir de mediados del siglo XVIII, donde el autor repite el esquema de su conocida Dolorosa creada para la Cofradía de Jesús Nazareno. También hay un San Juan de la Cruz atribuido al padre del anterior, Nicolás Salzillo.